# Боргетто-Санто-Спирито
Боргетто-Санто-Спирито (итал. Borghetto Santo Spirito) — коммуна в Италии, располагается в регионе Лигурия, в провинции Савона.
Население составляет 5235 человека (2011 г.), плотность населения составляет 980,34 чел./км². Занимает площадь 5,34 км². Почтовый индекс — 17052. Телефонный код — 0182.
Покровителем коммуны почитается апостол Матфей, празднование 21 сентября.

## Демография
Динамика населения:

## Администрация коммуны
- Официальный сайт: http://www.comuneborghetto.it/

## Известные уроженцы и жители
- Луиджи Оссойнак (итал. Luigi Ossoinach) (1899-1990), итальянский футболист.